# عبد الله بن شيخ العيدروس
عبد الله بن شيخ العيدروس (945 - 1019 هـ) قائد ديني وعالم ذو جاه واسع، تولى نقابة العلويين، وله مآثر كثيرة بمدينة تريم. اشتهر بكون ذريته انتشرت في إندونيسيا وترنقانو في ماليزيا. تعلم بتريم ومكة والمدينة. انتقل لاحقًا إلى أحمد آباد. وعاد إلى تريم فتصدر لتدريس وقصده الناس من أقاصي البلاد للتتلمذ على يديه ليصبح شيخ البلاد الحضرمية.

## نسبه
عبد الله بن شيخ بن عبد الله بن شيخ بن عبد الله العيدروس بن أبي بكر السكران بن عبد الرحمن السقاف بن محمد مولى الدويلة بن علي بن علوي الغيور بن الفقيه المقدم محمد بن علي بن محمد صاحب مرباط بن علي خالع قسم بن علوي بن محمد بن علوي بن عبيد الله بن أحمد المهاجر بن عيسى بن محمد النقيب بن علي العريضي بن جعفر الصادق بن محمد الباقر بن علي زين العابدين بن الحسين السبط بن علي بن أبي طالب، وعلي زوج فاطمة بنت محمد ﷺ.
فهو الحفيد 26 لرسول الله محمد ﷺ في سلسلة نسبه.

## مولده ونشأته
ولد في مدينة تريم بحضرموت سنة 945 هـ، ونشأ بها وحفظ القرآن ولزم والده وأخذ عنه كثيرًا من الفنون وهو شاب، ثم هاجر والده إلى أحمد آباد بالهند سنة 958 هـ، وقد رحل لزيارته سنة 966 هـ وزار الحرمين وأخذ من علمائها ثم عاد إلى بلده تريم ونصب نفسه للنفع والإقراء وقصده الناس من أقصى البلاد الحضرمية. وكان الشيخ أبي بكر بن سالم يشير إليه، ويوصي بملازمته، وتقدمه في المحافل.

## شيوخه
أخذ عن جماعة من العلماء أشهرهم:
| - والده شيخ بن عبد الله العيدروس | - شهاب الدين أحمد بن عبد الرحمن السكران | - حسين بن عبد الله بلحاج | - أحمد بن عبد الله بن عبد القوي |

## تلاميذه
وأخذ عنه خلق لا يحصون أكثرهم ممن بلغ فضله حد التواتر منهم:
| - ابنه محمد بن عبد الله العيدروس - ابنه شيخ بن عبد الله العيدروس - ابنه زين العابدين بن عبد الله العيدروس | - عبد الرحمن السقاف بن محمد العيدروس - يوسف بن عابد الحسني - أبو بكر بن أحمد الشلي | - حسين بن عبد الله الغصن - أبو بكر بن عبد الرحمن بن شهاب الدين - أحمد بن حسين بلفقيه | - عبد الرحمن بن عقيل صاحب المخا - أبو بكر بن علي خرد - زين بن حسين بافضل |

- عبد الله بن محمد بروم

## مآثره
المسجدان المشهوران بتريم أحدهما في طريق تريم الشمالي ويسمى مسجد الأبرار، والآخر في طرفها الجنوبي ويسمى مسجد النور وبنى بقربه سبيلًا لإرواء المارين وغير ذلك، وغرس نخيلًا كثيرة انتفع به العديد من الفقراء وأبناء السبيل.

## ذريته
له ثلاثة بنين: محمد، وشيخ، وزين العابدين. ومن ذريتهم من هاجر إلى جزر الشرق وتحديدا إلى ترنقانو، ويحتمل أن أول وصولهم كان في القرن الثاني عشر الهجري، بناءً على وجود ضريح لشخص من هذه الأسرة في جابانغ تيقا ويعرف هذا الضريح لدى الأهالي بتوكو مقام لام "Tok ku Makam Lama" وهو محمد بن أحمد بن شيخ بن مصطفى بن زين العابدين العيدروس المؤرخة وفاته سنة 1209 هـ، ويحتمل أنه أول عيدروسي بها. ثم أتى من أسرته من لهم أدوار مهمة في تاريخ سلطنة ترنقانو في القرن التاسع عشر وأوائل القرن العشرين الميلادي، منهم عبد الرحمن بن محمد العيدروس [الماليزية] الملقب توكو فالوه "Tok Ku Paloh".

## وفاته
توفي بتريم في يوم الخميس الخامس عشر من شهر ذي القعدة سنة 1019 هـ وهو ساجد في صلاة العصر بعد توعك قليل. وارتجت لموته البلاد وحضر لتشييعه خلق كثير وصلوا عليه عشية يوم الجمعة وحضر سلطان حضرموت وأتباعه للصلاة عليه ودفن بمحل بطرف مقبرة زنبل اشتراه، وهو بين المقبرة ومسجد النور، وعُمل عليه قبة.

### استشهادات
1. ↑  القضماني، محمد ياسر (2014). السادة آل باعلوي وغيض من فيض أقوالهم الشريفة وأحوالهم المنيفة. دمشق، سوريا: دار نور الصباح. ص. 292.
2. 1 2  المشهور، عبد الرحمن بن محمد (1984). شمس الظهيرة (PDF). جدة، السعودية: عالم المعرفة. ج. الأول. ص. 103، 125. مؤرشف من الأصل (PDF) في 2020-05-01.
3. ↑  عادل نويهض، مُعجم المُفسِّرين: من صدر الإسلام وحتَّى العصر الحاضر، ج. 2، ص. 783، QID:Q122197100
4. ↑  الحبشي، عيدروس بن عمر (2009). عقد اليواقيت الجوهرية وسمط العين الذهبية بذكر طريق السادات العلوية. تريم، اليمن: دار العلم والدعوة. ج. الثاني. ص. 1036.
5. ↑  الكاف، عمر بن علوي (2002). خلاصة الخبر عن بعض أعيان القرنين العاشر والحادي عشر. جدة، السعودية: دار المنهاج. ص. 194.
6. ↑  المحبي، محمد أمين بن فضل الله (2006). خلاصة الأثر في أعيان القرن الحادي عشر. بيروت، لبنان: دار الكتب العلمية. ج. الثالث. ص. 47.
7. ↑  الشلي، محمد بن أبي بكر (2003). عقد الجواهر والدرر في أخبار القرن الحادي عشر. صنعاء، اليمن: مكتبة الإرشاد. ص. 124.
8. ↑  السقاف، عبد الرحمن بن عبيد الله (2005). إدام القوت في ذكر بلدان حضرموت. بيروت، لبنان: دار المنهاج. ص. 883.